# Петрова, Элеонора Борисовна
Элеонора Борисовна Петрова (укр. Елеонора Борисівна Петрова; род. 21 июня 1950 или 1950, Харьков) — советский, украинский и российский историк. Доктор исторических наук (2001). Профессор кафедры истории древнего мира и средних веков Таврической академии КФУ им. В. И. Вернадского.

## Биография
Родилась 21 июня 1950 года в Харькове в семье военного. С 1952 по 1958 год семья жила в Ялте. Младший брат — Игорь Борисович Петров (род. 1953, Ялта), доктор физико-математических наук, член-корреспондент РАН. В 1967 году окончила школу в Ульяновске.
Окончила исторический факультет Казанского университета имени В. И. Ленина (1972). В 1975 году защитила кандидатскую диссертацию «Античный Кипр: основные черты социально-экономического и политического развития доримского времени» в специализированном совете при Казанском университете. Научным руководителем являлся профессор Аркадий Шофман. После этого стала ассистентом кафедры всеобщей истории Симферопольского государственного университета.
С 1982 года — доцент СГУ (с 1999 года — Таврический национальный университет). В 2001 года стала доктором исторических наук, защитив диссертацию «Феодосия и Юго-Восточный Крым в античную эпоху (середина VI в. до н. э. — IV в. н. э.)» в специализированном совете при Харьковском национальном университете им. В. Н. Каразина. С 2002 года — профессор кафедры истории древнего мира и средних веков ТНУ (с 2014 — Таврической академии КФУ имени В. И. Вернадского).
Член Таврического научно-исследовательского, методического и культурного Центра эллинистики «Эльпида».
Ветеран труда Таврического университета.

## Научная деятельность
Занимается изучением истории и культуры античной эпохи Северного Причерноморья и историей Крыма XVIII — начала XX веков.
Редактор серии «Исторические науки» журнала «Учёные записки Таврического национального университета имени В. И. Вернадского» и журнала «Культура народов Причерноморья». Входит в редакционные советы журналов «Учёные записки Крымского федерального университета имени В. И. Вернадского. Исторические науки», «Бахчисарайский историко-археологический сборник», «Материалы по археологии и истории античного и средневекового Крыма», «Причерноморье. История, политика, культура», «Херсонесский сборник».
Входила в состав организационного комитета Всероссийской конференции «История Крыма в научных исследованиях и музейных собраниях», прошедшей в Феодосии в мае 2016 года. В 2020 году вошла в состав оргкомитета конференции «Экология Юго-Восточного Крыма: проблемы и перспективы решения. К 170-летию со дня рождения Ф. И. Зибольда».
Является членом специализированного учёного совета по защитам кандидатских и докторских диссертаций при Крымском федеральном университете по специальностям «Всемирная история», «Археология» и «Теория и история культуры». Под руководством Петровой было защищено три кандидатских диссертации.
По инициативе Петровой на Доме специалистов в Симферополе (ул. Жуковского, 20), где проживал архитектор Павел Голландский, была установлена памятная доска.

## Награды и звания
- Почётная грамота мэрии Феодосии «За личный вклад в культурную жизнь г. Феодосии, активную издательскую деятельность»[3]
- Лауреат Премии Автономной Республики Крым в номинации «Литература» за книгу «Крым от древности до наших дней» (2011)
- Лауреат премии им. В. И. Вернадского за книги «Крымские путешествия: Шарль Жильбер Ромм. Путешествие в Крым в 1786 году» и «Крымские путешествия: Н. Н. Мурзакевич, А. Н. Демидов» (2011)[3]
- Заслуженный работник образования Республики Крым (2018)[3]

## Монографии
- Озябшие в Тавриде боги: Северное Причерноморье в античных мифах и легендах / Э. Б. Петрова . — Симферополь : Бизнес-Информ, 1994 . — 119 с. : ил. — Библиогр.: с.118 — ISBN 5-7707-5015-4
- Феодосия: Очерк-путеводитель: 195-летию Феодосийского музея древностей посвящается / Э. Б. Петрова, Е. А. Катюшин, А. А. Евсеев. — Симферополь : СОНАТ, 2006. — 192 с.
- Античная Феодосия: История и культура [Текст] / Э. Б. Петрова; науч. ред. В. Н. Даниленко ; Таврический национальный ун-т им. В. И. Вернадского, Научно-исследовательский центр крымоведения. — Симф. : СОНАТ, 2000. — 264 с.: ил. — ISBN 966-7347-66-4
- Феодосия [Текст] / гл. ред. Э. Б. Петрова. — Симферополь : ЧерноморПРЕСС ; Феодосия : Коктебель, 2008. — 255 с. — ISBN 978-966-480-004-1
- В стране героев и богов: античные крылатые слова и выражения от альфы до омеги [Текст] / В. Н. Даниленко, Э. Б. Петрова ; Таврический центр эллинистики «Эльпида», Таврический национальный ун-т им. В. И. Вернадского. — Симф. : Сонат, 2008. — 623 с.: ил. — Библиогр.: с. 613—614. — ISBN 966-8111-33-8
- Николай Сементовский. Путешествия по Крыму в 1840-х годах / Феодосия: Издат. дом «Коктебель»; Симферополь: Н. Орiанда, 2019. (Серия «Раритет». Вып. 1)